# 毗湿奴水獭属
毗湿奴水獭属（学名：Vishnuonyx）是水獺亞科中已滅絕的一属，主要生存於中新世的南亞、東非、歐洲。

## 下属物种
本属包括以下物种：
- Vishnuonyx neptuni Kargopoulos, Valenciano, Kampouridis, Lechner & Böhme, 2021[1]